# روبرت فورستمان
روبرت فورستمان (بالألمانية: Robert Förstemann) مواليد 5 مارس 1986 في غرايتس، ألمانيا، هو دراج ألماني في صنف سباق الدراجات على المضمار. شارك في دورة الألعاب الأولمبية الصيفية وفاز بميدالية أولمبية.

## الميداليات
| الميدالية | المسابقة                       |
| --------- | ------------------------------ |
| برونزية   | الألعاب الأولمبية الصيفية 2012 |

## وصلات خارجية
- الموقع الرسمي

## روابط خارجية
- روبرت فورستمان على موقع الاتحاد الدولي للدراجات (الإنجليزية)
- روبرت فورستمان على موقع أرشيف الدراجات (الإنجليزية)
- روبرت فورستمان على موقع CycleBase (الإنجليزية)
- روبرت فورستمان على موقع اللجنة الأولمبية الدولية (الإنجليزية)
- روبرت فورستمان على موقع أوليمبيديا (الإنجليزية)
- روبرت فورستمان على موقع اللجنة الأولمبية الألمانية (الألمانية)
- روبرت فورستمان على موقع الفريق الألماني للألعاب البارالمبية (الألمانية)